# Ingibiorg Finnsdottir
Ingibiorg Finnsdottir também conhecida como  Ingibiorg, a Mãe de Condes (c. 1030/35 - c. 1069), foi a filha do Conde norueguês Finn Arnesson e  de Bergljot Halvdansdottir.

## Família
Seus avós paternos eram  Arne Arnmodsson e  Tora Torsteinsdatter Galge. Seu avô materno era Halvdan Sigurdsson.
Sua mãe era uma sobrinha dos reis da Noruega Olavo II e Haroldo III. Ingibiorg era prima de Tora Torbergsdatter, esposa de Haroldo III. Ela também era a sobrinha de Kalv Arnesson, o irmão de seu pai, que participou da Batalha de Stiklestad contra o rei Olavo II, na qual o monarca foi morto.
Sua irmã era Sigrid Finnsdatter, esposa de Orm Eilivsson, filho de Ragnhild Håkonsdatter, filha de Haakon Sigurdsson, Jarl de Lade e Rei da Noruega de 971 a 995.

## Primeiro casamento
Seu primeiro marido foi o Conde das Órcades, Thorfinn Sigurdsson, também chamado de o Poderoso. De acordo com a Saga Orkneyinga escrita por volta de 1230, na época de seu casamento com Thorfinn, seu tio Kalv Arnesson estava em exílio nas Órcades.
De acordo com a mesma Saga, os eventos ocorreram entre o reinado de Magno I da Noruega de 1035 a 1047, e provavelmente antes da morte do Rei da Noruega e Inglaterra, Canuto III da Dinamarca, em 1042.
O casal teve dois filhos: Paulo e Erlendo, ambos Condes das Órcades. A Saga Orkneyinga relata que os dois acompanharam Haroldo III e Tostigo à Inglaterra, e estiveram presentes na Batalha de Stamford Bridge, de 25 de setembro de 1066, juntamente com o filho de Haroldo, Olavo Haraldsson. Após a batalha, aos três foi dada permissão pelo rei Haroldo II de Inglaterra para deixar o país. O pai de Olavo foi morto na batalha por Haroldo II.
Thornfinn morreu em cerca de 1065.

## Segundo casamento
Ingibiorg pode ter se casado novamente com o Rei Malcolm III da Escócia, em data desconhecida. Porém, devido ao fato de Ingibiorg não aparecer em nenhuma fonte inglesa ou escocesa como esposa de Malcolm, é considerado que ela pode ter sido apenas uma concubina do rei.
Seus prováveis filhos foram:
- Duncano II da Escócia (antes de c. 1060- 12 de novembro de 1094) - Sucessor de seu pai ao trono escocês.
- Donald (c. 1065 - 1085)
- Malcolm (c. 1062 - 1085)

## Morte
Aparentemente Ingibiorg teria morrido em 1069, pois em 1070, o Rei se casou com Margarida de Wessex, irmã de Edgar de Wessex. Contudo, talvez ela tenha morrido antes de Malcolm se tornar rei, pois seu nome aparece em  Liber Vitae Ecclesiae Dunelmensis, uma lista de monges e pessoas para as quais eram rezadas missas em Durham, como Ingeborg comitissa, indicando que ela era apenas uma Condessa.